# Wolfgang Jacoby
Wolfgang Robert Jacoby (* 3. Dezember 1936 in Reval in Estland) ist ein deutscher Geophysiker und Professor an der Johannes Gutenberg-Universität Mainz, wo er die Arbeitsgruppe Geophysik leitet.
Wolfgang Jacoby, Sohn von Sylvia Jacoby, geborene Borell, und des Diplom-Ingenieurs Hans Jacoby, studierte Physik und Geophysik. Er wurde Mitte der 1960er-Jahre im Fach Geophysik bei Karl Jung an der Christian-Albrechts-Universität zu Kiel zum Dr. rer. nat. promoviert, der ihn danach als Forschungsassistent anstellte. Nach Studienaufenthalten an der Gravity Division im kanadischen Ottawa, wo er sich als Research Scientist mit geologisch-geophysikalischen Erdmodellen und Seismologie befasste, begann er eine längere Tätigkeit in Themenbereichen der Geodynamik und wurde danach Professor für Angewandte Geophysik in Frankfurt.
Seit Ende 1984 war er Professor für Geophysik und -dynamik sowie Seismologie an der Johannes Gutenberg-Universität in Mainz, wo er sich weiterhin mit den Antriebkräften der Plattentektonik und der Mantelkonvektion und – durch die geodynamischen Phänomene der umliegenden Region veranlasst -- mit Riftzonen, Gravimetrie und Seismik sowie dem Vulkanismus der Eifel befasste. Mittlerweile ist er emeritierter Professor des Fachbereichs.
Jacoby ist auch in der European Geosciences Union (EGS) und ihren Tagungen als Vorsitzender tätig und war Herausgeber des Journal of Geodynamics der EGS.